# Lepařovo gymnázium
Lepařovo gymnázium se nachází v Jičíně. Přídomek „Lepařovo“ si v roce 1932 zvolilo na počest ředitele Františka Lepaře, který se výrazně zasloužil o rozvoj školy. Jedná se o sedmou nejstarší střední školu v českých zemích. Bylo založeno roku 1624 Albrechtem z Valdštejna. Původně sídlilo v jičínské jezuitské koleji, roku 1883 se přestěhovalo do nové budovy. Zásluhu na postavení nových školních budov, nejen pro gymnázium má František Lohař (1831 – 1897), člen městské rady a řady spolků. Také je třeba zmínit přínos ředitele gymnázia (1871 –1891) Františka Lepaře. Výstavba budovy v Jiráskově ulici probíhala v letech 1882 – 1883.
Roku 2007 bylo tradiční osmileté studium nahrazeno šestiletým. Na jičínském gymnáziu působil mimo jiné český obrozenec František Ladislav Rieger, studovali zde například spisovatel Antal Stašek, básník Václav Šolc, historik Martin Kovář či zpěvák Michal Malátný nebo herečka Jana Plodková.

## Historie
Základy gymnázia byly položeny 12. dubna 1627 na místě původní staré školy. Na sever od kostela sv. Ignáce stály hradby, které byly v celé délce budovy zbořeny. Byla postavena obdélná budova o třech podlažích se dvěma trakty.
V roce 1624 bylo na příkaz Albrechta z Valdštejna založeno jezuitské gymnázium, které působilo v jezuitské koleji na Rynečku. V roce 1777 bylo zrušeno v rámci reforem Marie Terezie a v roce 1807 zásluhou radního Jana Karla Kneise obnoveno. Vyučovalo se v němčině. V roce 1819 se zatím nepovinně začalo vyučovat i v češtině. V roce 1849 se škola transformovala do podoby osmiletého gymnázia, přibylo přírodovědných předmětů. Od roku 1867 se všechny předměty vyučují v češtině. V roce 1932 přijala škola název Lepařovo gymnázium. V roce 1953 se ústav změnil v Jedenáctiletou střední školu. V roce 1968 byla škola opět přejmenována na Gymnázium, ale jméno Františka Lepaře se jí vrátilo až v roce 1991.

## Osobnosti
Na Lepařově gymnáziu působili či studovali mimo jiné:
- Bohuslav Balbín (1621–1688) – spisovatel, pedagog a misionář[5]
- Samuel Fritz (1654–1725) – cestovatel, kartograf a misionář
- PhDr. Joseph Stepling (1716–1778) – matematik, fyzik, astronom
- František Šír (1796–1867) – učitel, filolog, překladatel
- Šimon Karel Macháček (1800–1846) – básník
- MUDr. František Cyril Kampelík (1805–1872) – zakladatel kampeliček
- MUDr. Antonín Šlechta (1810–1886) – lékař, zakladatel lázní Sedmihorky
- František Ladislav Rieger (1818–1903) – publicista, politik
- Antonín Zefyrin Maloch (1823–1880) – středoškolský profesor, historik, topograf
- Josef Alois Kouble (1825–1886) – spisovatel
- Bohumil František Hakl (1827–1904) – spisovatel, teolog
- Gustav Adolf Lindner (1828–1887) – pedagog
- František Lepař (1831–1899) – filolog
- Josef Emler (1836–1899) – archivář, ředitel Archivu hlavního města Prahy
- Václav Šolc (1838–1871) – spisovatel
- Antal Stašek (1843–1931) – spisovatel
- Ferdinand Menčík (1853–1916) – historik
- Gustav Gruss (1854–1922) – astronom, ředitel Českého astronomického úřadu
- MUDr. Jan Deyl (1855–1924) – oftalmolog, profesor Univerzity Karlovy.
- Josef Štefan Kubín (1864–1965) – spisovatel
- MUDr. Otakar Kukula (1867–1925) – chirurg
- Augustin Seifert (1873–1955) – politik, redaktor
- Ing. arch. Čeněk Musil (1889–1947) – architekt
- prof. MUDr. Antonín Fingerland, DrSc. (1900–1999) – patolog
- PhDr. František Kutnar (1903–1983) – historik
- Ing. Vojtěch Mencl (*1923) – generálmajor, vojenský historik
- Emanuel Bosák (1924–2011) – ministr sportu, předseda Československého olympijského výboru
- MUDr. Vladislav Bosák (1928–2000) — diskař
- Eva Bosáková (1931–1991) – sportovní gymnastka, olympijská vítězka a trojnásobná mistryně světa
- prof. PhDr. Robert Kvaček, CSc. (*1932) – historik
- Stanislav Rudolf (1932–2022) – učitel, spisovatel, scenárista
- Josef Frýba (1933–1999) šéfredaktor časopisu Křídla vlasti, později Letectví a kosmonautika, překladatel
- JUDr. Vojen Güttler (*1934) – soudce Ústavního soudu
- Věra Plívová-Šimková (*1934) – režisérka, spisovatelka
- Ing Václav Rybařík (*1937) – geolog, publicista
- doc. Ing. arch. Zdenka Nováková, CSc. (Smítková, 1939) – první docentka na Akademii výtvarných umění v Praze
- Ing. arch. Zdeněk Šindlar (*1939) – architekt, grafik
- PhDr. Marie Neudorflová-Lachmanová (*1940) – historička
- Petr Volf (*1940) – kameraman, režisér
- doc. Dr. Ing. Olga Hasprová (*1947) – první děkanka TU v Liberci
- doc. PhDr. Ing. Miloš Raban, Th.D. (1948–2011) – ředitel MCDO v Hejnicích, děkan na TU v Liberci
- doc. RNDr. Bohumír Opic, DrSc. (*1948) MFF UK, katedra matematické analýzy
- prof. JUDr. Přemysl Raban, CSc. (*1949) český advokát a univerzitní profesor
- Michal Malátný (*1970) – zpěvák, frontman skupiny Chinaski
- Martin Košťák (*1971) – paleontolog
- Radim Bělohlávek (*1971) – matematik, profesor State University of New York
- Veronika Sedláčková (*1973) – redaktorka
- Zdeněk Pochop (1930–2000) – kritik, prozaik a redaktor
- doc. MUDr. Eduard Šťastný, Ph.D. (*1974) – ortoped – Karlova Universita Praha, 2. Lékařská Fakulta, Motol